# Adam Myslík z Hyršova
Adam I. Myslík z Hyršova (1520 Praha? – 1581 Praha) byl příslušníkem staročeské měšťanské, vladycké a později rytířské a panské rodiny Myslíků z Hyršova.

## Život

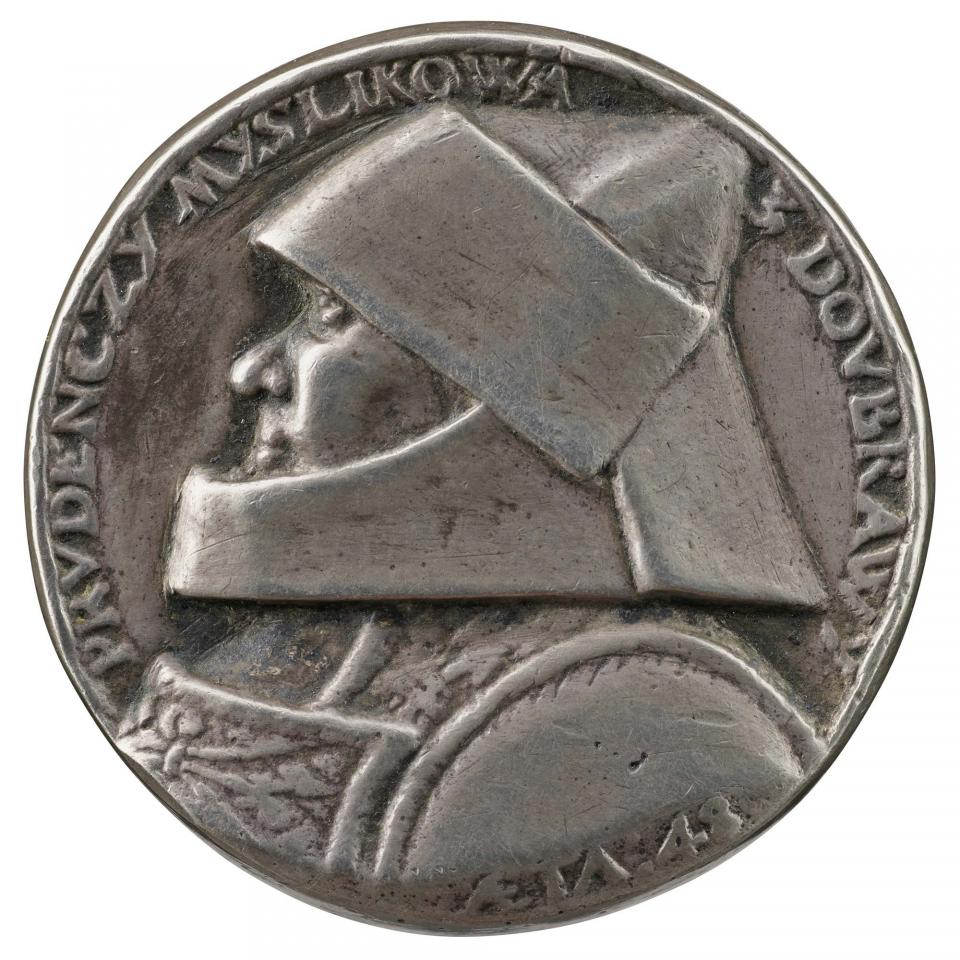
Prudencie Myslíková z Hyršova roz. Doubravská z Doubravy

Narodil se jako syn  patricie a později  vladyky Matěje Myslíka z Hyršova, po kterém zdědil titul. Matěj Myslík byl od roku 1527 městským radním Starého a Nového Města pražského a okolo roku 1530 byl povýšen do stavu vladyckého. Adam Myslík byl okolo roku 1560 císařským sudím Nového Města pražského a od roku 1570 zastával funkci rady při úřadu Nejvyššího purkrabího tj. radu při soudě purkrabském. Roku 1553 byl povýšen do stavu rytířského. Z manželství s Prudencií Doubravskou z Doubravy vzešli pak dva synové starší Jan, jenž držel Košíře (košířská větev) a mladší Ladislav, který vlastnil Radíč (radíčská větev). Adam Myslík byl velkým mecenášem kostela a školy na Novém Městě pražském při kostele sv. Štěpána. Zde roku 1572 zřídil nadaci a rodinou hrobku, kde byl také roku 1581 pochován.

## Majetek
Adam Myslík se zasloužil o značné rozšíření majetku rodu. V letech 1551-1555 držel statek Starý Knín. Vlastnil panství Košíře a roku 1575 zakoupil ještě statek Radíč jakož dvory Vesce, Žďár, Hržany, Nové Dvory, část obce Krchleby a zámeček Kozí hřbety. Vlastnil též dům v Praze, na jehož místě posléze vyrostla jezuitská kolej.

## Erb
„Rudý fénix vstává z plamenů a v zobáku dřímá zlatý prsten to vše se odehrává na zeleném poli. V klenotu tentýž fénix v plamenech.“

## Ulice v Praze
Myslíkova ulice v Praze 1 a 2 byla po Adamovi Myslíkovi pojmenována omylem. Dům Myslíkova 31/171 (roh Myslíkovy a Spálené ulice) s pamětní deskou mu totiž nepatřil a až v 17. století patřil Myslichům z Hyrnštejna. Jméno Myslich se později zkomolilo na Myslík.